# Vents d'Ouest (maison d'édition)
 (octobre 2018).
Pour les articles homonymes, voir Vent (homonymie) et Vents d'Ouest.
Ne doit pas être confondu avec Vent d'est.
Vents d'Ouest est une maison d'édition française de bande dessinée fondée en 1981. Elle fait aujourd'hui partie de l'éditeur Glénat.
Son catalogue comprend notamment les auteurs Christophe Chabouté, Makyo, Kokor, Tarek, Bruno Falba, François Bourgeon ou encore Régis Loisel.
Les styles abordés sont variés : humour (Joe Bar Team…), fantastique, thriller, aventure, etc.

## Collections
- Aventures
- Cadorire
- Intégra
- Fantastique
- Équinoxe, collection lancée en 2002
- Hors Collection
- Humour
- Turbulences, axée policier et thriller
- Classiques
- Commedia, adaptations de pièces de théâtre, active de 2005 à 2010
- Jeunesse
- Érotisme
- Collection Music Collection Tour